# ميخائيل هولمان
ميخائيل هولمان (بالإنجليزية: Michael Holman)‏ هو لغوي بريطاني، ولد في 1940.